# فرودگاه منطقه تاسکولا
فرودگاه منطقه تاسکولا (به انگلیسی: Tuscola Area Airport)  یک فرودگاه همگانی   است که یک باند فرود آسفالت دارد و طول باند آن ۱۳۱۱ متر است. این فرودگاه در  کشور ایالات متحده آمریکا قرار دارد و در ارتفاع ۲۱۴ متری از سطح دریا واقع شده است.